# Bohdan Pivoňka
Bohdan Pivoňka (* 2. července 1940, Nové Město na Moravě) je český evangelický farář, signatář Charty 77, skladatel duchovních písní. V letech 2002 až 2010 byl hlavním kaplanem Vězeňské služby ČR.

## Život

### Dětství
Narodil se v Novém Městě na Moravě, odkud se rodina přestěhovala do Prahy. Rodiče pracovali pro Armádu spásy, jež byla komunistickým režimem zakázána v roce 1950. Jeho otec byl zatčen a zemřel ve vězení za nevyjasněných okolností. Jeho matka Lýdie po smrti manžela chodila do evangelického sboru v Korunní ulici, kam chodil i on coby dítě do nedělní školy. V ní potom sám vyučoval.

### Studium
Vzdělání získal nejprve na jedenáctileté střední škole, což je obdoba dnešního gymnázia. Tu dokončil v roce 1957. Pak studoval na Komenského evangelické bohoslovecké fakultě v Praze, kterou dokončil a na vikáře a posléze faráře byl vysvěcen v roce 1962. Poté absolvoval povinnou základní vojenskou službu u ženistů. V uvolněné době koncem 60. let si stihl rozšířit kvalifikaci v roce 1968 3 měsíčním studiem na Ekumenickém Institutu Chatteau de Bossey, jenž je součástí Ženevské univerzity.

## Kazatelská činnost
V letech 1967-1968 byl vikářem sboru ČCE v Kšelích u Českého Brodu, během tamějšího působení se oženil s Janou Šebestovou, s níž má 3 děti. V létě 1968 se vrátil do regionu svého rodiště, který měl silnou evangelickou tradici, a stal farářem v evangelickém sboru ve Svratouchu, kde prožil s rodinou celou normalizaci. V létě 1989 se navrátil opět do Prahy, kde působil u druhého sboru Českobratrské církve evangelické v Praze na Žižkově, instalován do funkce byl 12.11.1989 a zůstal zde do roku 1998.

## Disent na Vysočině
Na Vysočině byl aktivní nejen jako farář a kazatel, ale i jako buditel. Hned v prvních týdnech svého působení zažil invazi vojsk Varšavské smlouvy, kdy žíznivým polským vojákům zcela lidsky nabídl vodu s tím, že vodu si zaslouží i nepřítel. Během zdejšího působení se aktivně podílel na akcích disentu, podepsal Chartu 77 i tzv. Dopis jednatřiceti, v němž českobratrští faráři a laici kritizovali represivní vztah státu k církvi. Kvůli protirežimnímu chování a smýšlení mu hrozilo odebrání státního souhlasu k vykonávání funkce faráře. V 80. letech organizoval ve Svratouchu a okolí tajné bytové semináře a přednášky nejen pro mládež, ale i výuku náboženství pro děti a mládež. Také se podílel na ukrývání pražských disidentů a jejich rodin mj. Petra Uhla s Annou Šabatovou s dětmi u spřátelených farníků. Byl sledován a mnohokrát vyslýchán Státní bezpečností.

## Působení v nápravných zařízení
Po sametové revoluci byl Bohdan Pivoňka pověřen synodním seniorem Pavlem Smetanou organizací duchovenské služby v nápravných zařízeních při Ministerstvu spravedlnosti ČR. Byl spoluzakladatelem občanského sdružení Vězeňská duchovenská péče (VDP). V lednu 1994 v pozici předsedy společně s arcibiskupem Miloslavem Vlkem, předsedou Ekumenické rady církví Pavlem Smetanou a generálním ředitelem Vězeňské služby Zdeňkem Karabcem podepsali oficiální dokument tzv. Dohodu o působení duchovních ve věznicích a vazebních věznicích. Od roku 1998 působil jako vězeňský kaplan.